# Àcid fosforós
L'àcid fosforós és el compost químic descrit per la fórmula química H₃PO₃. Aquest àcid és dipròtic (ràpidament ionitza dos protons), no és tripròtic com podria suggerir la seva fórmula química. L'àcid fosforós és un intermedi en la preparació d'altres compostos fosforosos.

## Nomenclatura i tautomerisme
H₃PO₃ es descriu més clarament per la fórmula estructural HPO(OH)₂. Aquesta espècie química existeix en equilibri amb un tautòmer menor P(OH)₃. Les recomanacions de la IUPAC del 2005, són que el darrer s'anomeni àcid fosforós, mentre que la forma dihidroxi es digui àcid fosfònic. Només els compostos reduïts es diuen amb un acabament en "ós". Altres importants oxiàcids de fòsfor són l'àcid fosfòric (H₃PO₄) i l'àcid hipofosforós (H₃PO₂).
El tautòmer P(OH)₃ ha estat observat com un lligand enllaçat al molibdè.

## Estructura i estat d'oxidació
En estat sòlid, HP(O)(OH)₂ és tetrahèdric amb un enllaç P=O més curt de 148 pm i dos enllaços més llargs de P-O(H) de 154 pm.
Com que l'electronegativitat de l'hidrogen i el fòsfor són similars, l'enllaç covalent P-H no altera l'estat d'oxidació del fòsfor el qual té assignat l'estat d'oxidació formal P(IV).

## Preparació
HPO(OH)₂ és el producte de la hidròlisi del seu anhídrid àcid:
P₄O₆ + 6 H₂O → 4 HPO(OH)₂
(una relació anàlega connecta H₃PO₄ i P₄O10).
A escala industrial, l'àcid es prepara per hidròlisi de triclorur fosforós amb aigua o vapor:
PCl₃ + 3 H₂O → HPO(OH)₂ + 3 HCl
El fosfit de potassi també és un precursor convenient de l'àcid fosforós:
K₂HPO₃ + 2 HCl → 2 KCl + H₃PO₃

## Reaccions
L'àcid fosforós escalfat a 200 °C es converteix a àcid fosfòric i fosfina: 
4 H₃PO₃ → 3 H₃PO₄ + PH₃
L'àcid fosforós és un àcid dibàsic moderadament fort. Reacciona amb àlcalis formant fosfits àcids i fosfits normals. Així la reacció amb hidròxid de sodi dona fosfit hidrogen de sodi i fosfit hidrogen de disodi, però no fosfit de trisodi, el Na3PO3 com a tercer (enllaç-P) no és àcid.
H₃PO₃ + NaOH → NaH₂PO₃ + H₂O
H₃PO₃ + 2 NaOH → Na₂HPO₃ + 2H₂O
L'àcid fosforós és un potent agent reductor.

## Usos

### En indústria i agricultura
El seu ús més important és la producció de fosfonats per al tractament de les aigües. També s'usa per preparar sals de fosfits com el fosfit de monopotassi. Aquestes sals controlen una gran varietat de malalties microbianes en les plantes, en particular contra les infeccions per fongs phytophthora i pythium. L'àcid fosforós i les seves sals, al contrari que l'àcid fosfòric, són un poc tòxiques i s'han de manejar amb compte.

### Com a reactiu químic
L'àcid fosforós s'usa com a agent reductor un poc menys vigorós que el relacionat àcid hipofosforós.